# 芬兰国家男子冰球队

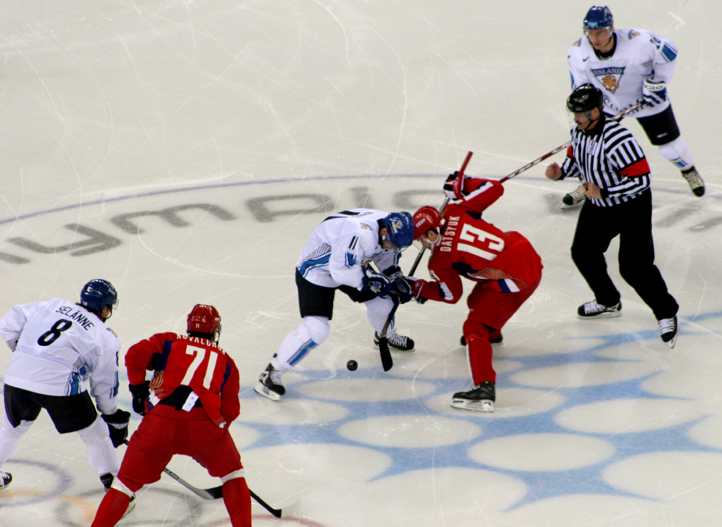
2006年冬奥会半决赛中芬兰对决俄罗斯

芬兰国家男子冰球队（芬蘭語：Suomen jääkiekkomaajoukkue），昵称为“雄狮”（芬蘭語：Leijonat），是芬兰的国家男子冰球代表队，由芬兰冰球协会负责组队及管理。芬兰队是世界上最成功的国家冰球队之一，为冰球六大国之一，其余五国为加拿大、美国、捷克、俄罗斯和瑞典。
芬兰分别在1995年、2011年、2019年和2022年赢得过四次世界锦标赛冠军。在奥运会上赢得了两枚银牌（1988年和2006年），更在2022年奧運會首次贏得金牌。在加拿大杯/世界杯里的最好成绩为2004年取得的银牌。